# Pteromicra
Pteromicra is een vliegengeslacht uit de familie van de slakkendoders (Sciomyzidae).

## Soorten
- P. albicalceata (Cresson, 1920)
- P. angustipennis (Staeger, 1845)
- P. anopla Steyskal, 1954
- P. apicata (Loew, 1876)
- P. glabricula (Fallen, 1820)
- P. leucopeza (Meigen, 1838)
- P. leucothrix Melander, 1920
- P. oldenbergi (Hendel, 1902)
- P. pectorosa (Hendel, 1902)
- P. perissa Steyskal, 1958
- P. pleuralis (Cresson, 1920)
- P. rudis Knutson and Zuska, 1968
- P. similis Steyskal, 1954
- P. siskiyouensis Fisher and Orth, 1966
- P. sphenura Steyskal, 1954
- P. steyskali Foote, 1959